# Sakai (formation en ligne)
Pour les articles homonymes, voir Sakai (homonymie).
Sakai est un ensemble d'institutions académiques, d'organisations commerciales et d'individus collaborant au développement d'un environnement d'apprentissage en commun et de collaboration (en anglais : Collaboration and Learning Environment d'où l'acronyme CLE). La plateforme logicielle d'apprentissage est distribuée sous une licence libre et open source du type Educational Community License.
Sakai CLE est un logiciel libre qui peut être utilisé pour l'enseignement, la recherche et les projets collaboratifs. Il est écrit en langage Java, et est une suite applicative orientée services conçue pour supporter un fort accroissement du nombre d'utilisateurs, fiable, interopérable et extensible. La version 1.0 a été publiée en mars 2005.
En septembre 2012, on estime que les installations du logiciel Sakai en production concernent plus de 300 institutions de formation comme des universités.

## Histoire
Le développement de Sakai a été financé à l'origine par une subvention de la Fondation Mellon pour le projet nommé Sakai Project. Les premières versions du logiciel ont été basées sur des outils existants créés par les institutions fondatrices, principalement sur le système de gestion de cours nommé "CHEF" de l'université du Michigan. "Sakai" est un jeu sur le mot "chef", et se réfère à Iron Chef Hiroyuki Sakai (en).
Les institutions d'origine ont commencé à se réunir en février 2004, chaque institution ayant mis en place un système de gestion de cours personnalisé :
- Université de l'Indiana : OnCourse
- Massachusetts Institute of Technology : Stellar
- Université Stanford : CourseWork
- Université du Michigan : CTools, anciennement CourseTools, basé sur le cadriciel (framework) CHEF
- UPortal et le « Open Knowledge Initiative »(Archive.org • Wikiwix • Archive.is • Google • Que faire ?) (consulté le 27 juin 2014) étaient également représentés.

En 2005 l'université de l'Indiana a migré l'ensemble des données de ses systèmes existants vers l'implémentation de Sakai nommé OnCourse. Le 5 octobre 2007, l'université de Virginie a annoncé qu'elle mettra en œuvre Sakai dans toute l'université en remplacement du logiciel ToolKit.
Une fois la première version devenue accessible au public, les cinq institutions ont invité d'autres institutions à les rejoindre dans le "Sakai Partners Program (Programme des partenaires Sakai)". Les institutions partenaires ont contribué au programme financièrement et en fournissant pour validation et inclusion du code source au projet. Blackboard commence alors à trouver Sakai comme un concurrent sérieux.
Alors que le projet était en voie d'achèvement en 2005, le projet Sakai a créé une fondation pour superviser la poursuite des travaux sur Sakai. En 2006, la Fondation Sakai a nommé le Dr Charles Severance (en), qui avait auparavant servi comme architecte en chef, en tant que son premier directeur général. Le 24 juillet 2007, le Dr Severance a démissionné en tant que directeur exécutif, et Michael Korcuska a été sélectionné par la Fondation Sakai pour remplir le rôle. Après le départ de Michael en février 2010, Lois Brooks est devenu directeur exécutif par intérim. Ensuite Ian Dolphin, un ancien membre du bureau du projet Sakai, est devenu directeur général en août 2010. Des travaux de développement sont actuellement pris en charge par les membres de la communauté (ressources fournies par les institutions académiques et partenaires commerciaux et aussi des individus volontaires) et la Fondation Sakai.

## Configuration technique
Sakai fonctionne sans modification sur Unix, Linux, FreeBSD, Windows, Mac OS X, NetWare, IBM AIX et autres systèmes qui supportent un serveur   de conteneur web de servlets et JSP Java EE comme Apache Tomcat et un Système de gestion de base de données (Mysql, MariaDB et Oracle Database). Certaines universités utilisent le serveur d'applications Java EE JBoss à la place de Apache Tomcat même si JBoss n'est pas supportés par les développeurs de Sakai. De plus, par le passé, Sakai 2.7.x fonctionnait aussi sur le serveur d'application Java EE WebSphere (grâce à un module Websphere fourni avec cette version) et avec le système de gestion de base de données IBM DB2 (mais les scripts SQL DB2 n'ont pas été mis à jour pour Sakai 2.8.x.)

## Fonctionnalités logicielles
Le logiciel Sakai possède de nombreuses caractéristiques communes aux environnements d'apprentissage virtuel et systèmes de gestion de cours, dont la distribution de documents de matériel de cours, un carnet de notes, un forum de discussion, un salon de discussion (chat) en direct, l'affectation d'autorisation de dépôts de fichiers pour rendre des devoirs manuscrits scannés ou bureautiques, et des tests en ligne.
En plus des fonctionnalités de gestion de cours, Sakai est conçu comme un outil de collaboration pour les projets de recherche et de groupe. Pour supporter cette fonction, Sakai inclut la possibilité de modifier les paramètres de tous les outils basés sur les rôles, de changer ce que le système permet à différents utilisateurs de faire avec chaque outil. Il comprend également un wiki, la distribution et l'archivage des messages d'une liste de diffusion (mailing list), et un lecteur de flux RSS. Les outils de base peuvent être complétées par des outils conçus pour une application particulière de Sakai. Les exemples pourraient inclure des sites de projets de collaboration, de l'enseignement et de portefeuilles.

### Outils de "My Workspace" (Mon Espace)
- Preferences (Préférences) - permet à l'utilisateur de définir des préférences comme les cours auxquels il est abonné
- Message Of The Day (Message du jour)

### Outils de collaboration
- Annonces (Announcements) - utilisées pour informer les utilisateurs du site sur des articles d'actualité ou des messages d'informations importants
- Boîte de dépôt (Drop Box) - permet aux enseignants et aux étudiants de partager des documents dans un dossier privé pour chaque participant
- Archive des courriels (Email Archive) - tous les messages envoyés à l'adresse électronique d'un site sont stockés dans l'Email Archive
- Ressources - partage de nombreux types de documents bureautiques ou fichiers multimédia en toute sécurité avec les membres de votre site, ou de les rendre accessibles au public
- Salon de discussion (Chat Room) - des conversations non structurées, en temps réel, entre les participants du site qui sont connectés sur le site en même temps
- Forums - outil de communication que les instructeurs ou les responsables du site peuvent utiliser pour créer un nombre illimité de forums de discussion
- Centre de messages (Message Center) - un outil de communication qui permet aux participants du site de communiquer entre eux en utilisant un courrier interne
- Nouvelles / flux RSS (News / RSS) - utilise les flux RSS pour vous pousser de manière dynamique des nouvelles sur votre espace de travail
- Outil de sondage (Poll tool) - permet aux utilisateurs de mettre en place un vote en ligne pour les participants du site
- Présentation (Presentation) - vous permet de présenter une série de diapositives ou de pages d'une présentation à de nombreux utilisateurs
- Profil / Liste (Profile / Roster) - afficher les noms, les photos et les profils des participants du site
- Recherche dans le référentiel (Repository Search) - recherche dans le contenu créé par des outils dans un espace de travail ou un cours
- Planification/calendrier (Schedule) - permet aux professeurs ou aux organisateurs du site de poster des articles dans un format de type calendrier

### Outils d'enseignement
- Missions (Assignments)
- Carnet de notes (Grade book)
- Éditeur de module (Module Editor)
- Rédaction de cours au format QTI permettant leur réutilisation (QTI Authoring)
- Évaluation pour cours au format QTI (QTI Assessment)
- Gestion de section (Section Management)
- Syllabus (informations fournies par un formateur à ses auditeurs en ouverture de son cours)

### Outils du portefeuille
- Formulaires (Forms)
- Évaluation (Évaluations)
- Glossaire (Glossary)
- Matrices
- Dispositions (Layouts)
- Modèles (Templates)
- Rapports (Reports)
- Assistants (Wizards)
- Recherche (Search)
- Contenu Web (Web Content)
- WebDAV
- Wiki
- Configuration du site (Site Setup)
- Widgets de mon Sakai

## Les outils de Sakai
- Basic LTI (consumer et producer) : permet l'interaction  avec des outils externes tels que Wordpress, Elgg, Mahara, etc.
- Lesson Builder : conception de plans de cours élaborés à la manière de Moodle
- Outils de communication : messagerie, forum, chat
- Outil de gestion des utilisateurs : groupes, sections, listes

## Fondation et communauté
La communauté Sakai est une alliance internationale d'universités, de collèges d'études supérieures et de partenaires commerciaux qui travaillent avec des organismes de normalisation et d'autres initiatives autour des logiciels open-source pour développer et distribuer librement et gratuitement des applications logicielles d'entreprise en utilisant l'approche communautaire du code source de Sakai. De nombreuses institutions de la communauté Sakai sont membres de la Fondation, mais rejoindre la Fondation Sakai n'est pas requis pour utiliser le logiciel ou de participer à la communauté.
La Fondation Sakai est une société à but non lucratif avec des membres. Elle encourage le développement communautaire entre les individus, les institutions universitaires, les organisations commerciales et à but non lucratif et offre à ses membres un cadre institutionnel pour leurs projets. La Fondation travaille également à promouvoir l'adoption plus large de l'approche du code source de la communauté et des standards ouverts pour les solutions logicielles au sein des communautés de l'éducation et de la recherche.
En octobre 2010, la Fondation Sakai a annoncé son intention de fusionner avec Jasig,, qui est une autre organisation soutenant le développement de logiciels open source pour l'éducation. En mars 2012, Sakai et JASIG ont annoncé qu'Apereo Foundation est le nom de la nouvelle organisation. 
Apereo Foundation a vu le jour en décembre 2012.
La Communauté et fondation Sakai organise actuellement une conférence internationale chaque année. Des conférences régionales ont lieu chaque année au Japon, en Australie, en Europe et en Afrique du Sud.

## Usages du logiciel en pays francophones

### France
Le logiciel Sakai est utilisé en France dans les universités université du Littoral Côte d'Opale (ULCO / Dunkerque), université de Poitiers, université de Valenciennes.

### Canada
Le logiciel Sakai est utilisé au Canada à HEC Montréal.